# Ẽ
Ẽ (onderkast: ẽ) is de vijfde letter van het Guaraní alfabet. De letter is een E met een tilde.